# Villa Juárez, Zacatecas
Villa Juárez är en ort i Mexiko.   Den ligger i kommunen Tepechitlán och delstaten Zacatecas, i den centrala delen av landet, 500 km nordväst om huvudstaden Mexico City. Villa Juárez ligger 1 892 meter över havet och antalet invånare är 143.
Terrängen runt Villa Juárez är kuperad västerut, men österut är den platt. Runt Villa Juárez är det ganska glesbefolkat, med 25 invånare per kvadratkilometer. Närmaste större samhälle är Tlaltenango de Sánchez Román, 18,6 km nordost om Villa Juárez. I omgivningarna runt Villa Juárez växer huvudsakligen savannskog.